# 天公疼好人
《天公疼好人》，是1996年中國電視公司八點檔本土劇，汪笨湖原著，林福地導演，林福地之妻蕭淑容製作，龍劭華、楊貴媚、龐祥麟、蔡佳虹、黃西田、金塗、梅芳、康丁、阿匹婆主演。

## 劇情
龍家寶是台北角頭大哥，在一次緝捕行動中，為了躲避風頭，逃回故鄉東石鄉。原本龍家寶之父龍阿順想替龍家寶頂罪，但龍家寶不捨老父為自己犧牲，於是出面自首。龍家寶服刑出獄後，慘遭得力助手江海青背叛，身邊只剩九孔和羅古兩位小弟。
年邁的龍家寶之母阿雲思念龍家寶過度而導致精神異常，瘋瘋癲癲，訪遍各大名醫皆無法好轉。自責愧疚的龍家寶為了祈求上天讓母親病情好轉，只得以佛家吃素苦行，三步一跪、五步一拜繞行全台灣，且參拜各處廟宇，希望諸天神佛能讓母親病情好轉。不料龍家寶苦行至佳里遭車禍，喪失記憶，流浪各地；老父、老母與妻子為了其行蹤，寢食難安……

## 演員表
| 角色     | 演員                | 角色介紹 |
| 龍家寶   | 龍劭華              | 本劇主角，綽號「神經」。國中畢業後到台北工作，卻淪入黑社會，後被捕入獄7年。在出獄後漸漸走回正途，為祈求上天讓母親的病情好轉，三步一跪、五步一拜繞行全台灣。 |
| 何秀卿   | 楊貴媚              | 龍家的童養媳。 |
| 江海青   | 龐祥麟              | 昔日為龍家寶的手下。在龍家寶入獄後，接收其事業，並強佔王寶娟為妻。                                                                                          |
| 王寶娟   | 蔡佳虹              | 原是龍家寶在台北交往的女友，在其入獄服刑後嫁給江海清。 |
| 龍阿順   | 金塗                | 龍家寶之父。 |
| 阿雲     | 梅芳                | 龍家寶之母。在龍家寶入獄後，因無法承受打擊而發瘋。 |
| 龍家琪   | 陳雅潔              | 龍阿順、阿雲的女兒，龍家寶的妹妹。龍家寶入獄後，被江海青強暴後賣給彰化的黑道，在妓女戶接客。後持刀將江海青刺成重傷而入獄服刑。                              |
| 三嬸婆   | 阿匹婆              | 龍阿順的三嬸，龍家寶的嬸婆，村內耆老。 |
| 九孔     | 呂孔維              | 曾為龍家寶的手下。 |
| 羅古     | 元六                | 曾為龍家寶的手下。 |
| 尤木     | 謝一良              | 綽號「阿不拉」，昔日為龍家寶的手下，後跟隨江海青。最後背叛江海青，接收其地盤與小弟。                                                                        |
| 東東     | 何建賢              | 江海青、王寶娟的兒子，親生父親是龍家寶。 |
| 王寶玲   | 易天晴              | 王寶娟的胞妹。 |
| 蔡茂吉   | 黃西田              | 綽號「呆吉」（憨吉仔）。 |
| 蔡福來   | 康丁                | 阿吉的父親。 |
| 蔡劉春枝 | 陳淑芳              | 阿吉的母親。 |
| 江母     | 蔣沅                | 江海青之母。 |
| 白立德   | 楊力                | 刑事組組長。 |
| 阿尼基   | 黃克林 （客串演出） | 龍家寶的大哥。 |
| 阿鹿     | 徐皓偉              | |
| 阿建     | 莊振博              | 江海青的司機。 |
| 老武     | 方龍                | 海產攤老闆。 |
| 洪父     | 洪流                | |
| 雪莉     | 曹雅芳              | |
| 阿如     | 丁寧                | 九孔的女友。 |
| 麗紅     | 朱玲蒂              | 阿吉的女友。 |
| 長壽     | 張魁                | 「北社尾」（地盤在嘉義火車站後站週邊一帶）角頭老大。 |
| 二齒     | 楊烈                | 「噴水」（地盤在嘉義火車站前站週邊一帶）角頭老大。 |
| 陸先生   | 高鳴                | 退休警官，曾是白組長的上司。 |
| 小雅     | 桑妮                | 陸先生的孫女 |
| 俊生     | 林誠                | 小雅的男友 |
| 小惠     | 江祖平              | 小雅的朋友 |
| 胡老     | 陳國鈞              | 長壽的父親 |
| 陳總幹事 | 雷峰                | 漁會總幹事，聽命於長壽。 |
| 許東益   | 練昱廷              | 麗紅的前男友 |
| 水牛     | 邱水明              | 長壽的小弟 |
| 阿輝     | 謝鴻輝              | 長壽的小弟 |
| 阿正     | 吳朝駿              | 二齒的小弟 |
| 瑪莉     | 龔蓮華              | 二齒的女友 |

## 主題曲
| 曲別   | 歌名     | 演唱者 | 作詞   | 作曲   |
| 片頭曲 | 《菅芒》 | 彭莉   | 林垂立 | 林垂立 |
| 片尾曲 | 《孤單》 | 龍劭華 | 吳嘉祥 | 吳嘉祥 |

## 獎項及提名
| 年度 | 大獎         | 獎項               | 入圍者             | 結果 |
| ---- | ------------ | ------------------ | ------------------ | ---- |
| 1999 | 第34屆金鐘獎 | 戲劇節目獎連續劇類 | 戲劇節目獎連續劇類 | 提名 |
| 1999 | 第34屆金鐘獎 | 女主角獎           | 楊貴媚             | 獲獎 |
| 1999 | 第34屆金鐘獎 | 男配角獎           | 金塗               | 提名 |
| 1999 | 第34屆金鐘獎 | 女配角獎           | 梅芳               | 獲獎 |